# Фош-ду-Соза
Фош-ду-Соза (порт. Foz do Sousa)  —  район (фрегезия) в Португалии,  входит в округ Порту. Является составной частью муниципалитета  Гондомар. Находится в составе крупной городской агломерации Большой Порту. По старому административному делению входил в провинцию Дору-Литорал. Входит в экономико-статистический  субрегион Большой Порту, который входит в Северный регион. Население составляет 6405 человек на 2001 год. Занимает площадь 22,54 км².